# Dresdner Amtsblatt
Le Dresdner Amtsblatt (DDA) est l’organe de publication officiel de la capitale saxonne, Dresde.